# 莫爾若韋茨島

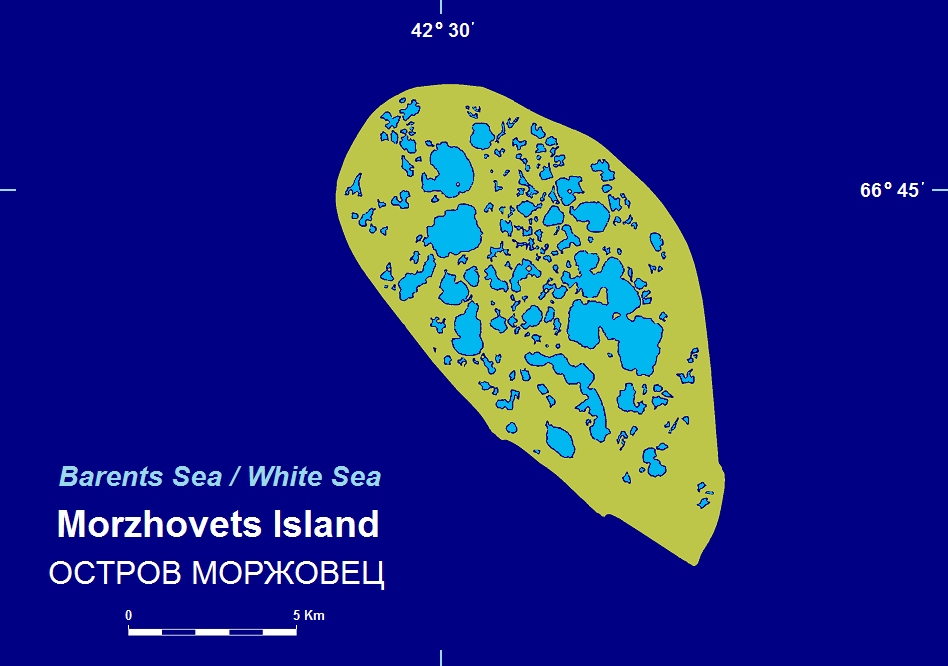

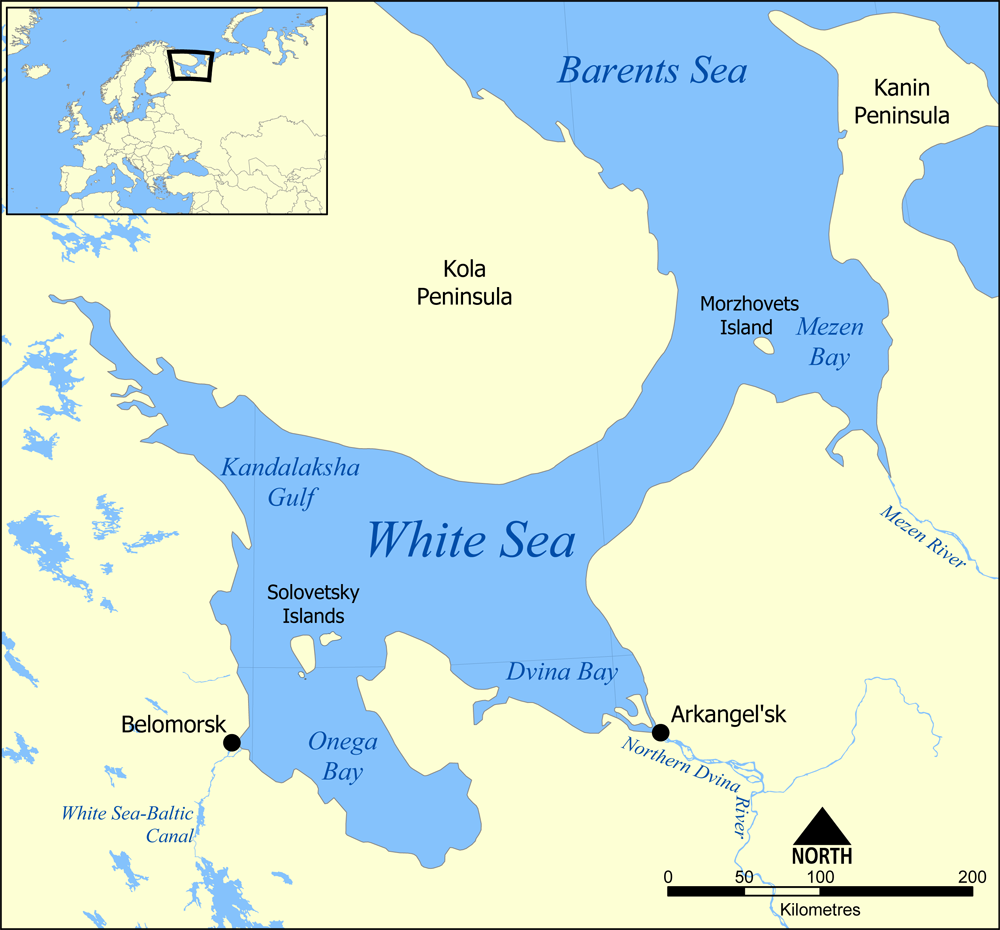

莫爾若韋茨島是俄羅斯的島嶼，由阿爾漢格爾斯克州負責管轄，位於巴倫支海南端梅津灣，距離俄羅斯大陸23.3公里，長18公里、寬8.5公里，面積110平方公里。
66°43′N 42°32′E / 66.717°N 42.533°E